# The Last of Robin Hood
Pour plus de détails, voir Fiche technique et Distribution.
The Last of Robin Hood est un drame biographique américain écrit et réalisé par Richard Glatzer et Wash Westmoreland, sorti en 2013.

## Synopsis
Le célèbre acteur Errol Flynn entretient une liaison avec une mineure du nom de Beverly Aadland.

## Fiche technique
- Titre original : The Last of Robin Hood
- Réalisation et scénario : Richard Glatzer et Wash Westmoreland
- Direction artistique : Alexandra West
- Décors : Jade Healy
- Costumes : Karyn Wagner
- Photographie : Michael Simmonds
- Production : Declan Baldwin, Pamela Koffler et Christine Vachon
- Sociétés de production : Big Indie Pictures et Killer Films
- Sociétés de distribution :
- Pays d'origine :  États-Unis
- Langue originale : anglais
- Format : Couleurs - 35 mm - 2.35:1 -  Son Dolby numérique
- Genre : Drame biographique
- Dates de sortie
  -  États-Unis : 2013

## Distribution
- Dakota Fanning : Beverly Aadland
- Susan Sarandon : Florence Aadland
- Kevin Kline : Errol Flynn
- Judd Lormand : un reporter
- Bryan Batt : Orry Kelly
- Sean Flynn : Grip

## Distinctions

### Nominations
- Festival international du film de Toronto 2013 : sélection « Special Presentations »